# 萊夫科維奇 (切爾尼希夫區)
51°29′23″N 31°5′10″E / 51.48972°N 31.08611°E

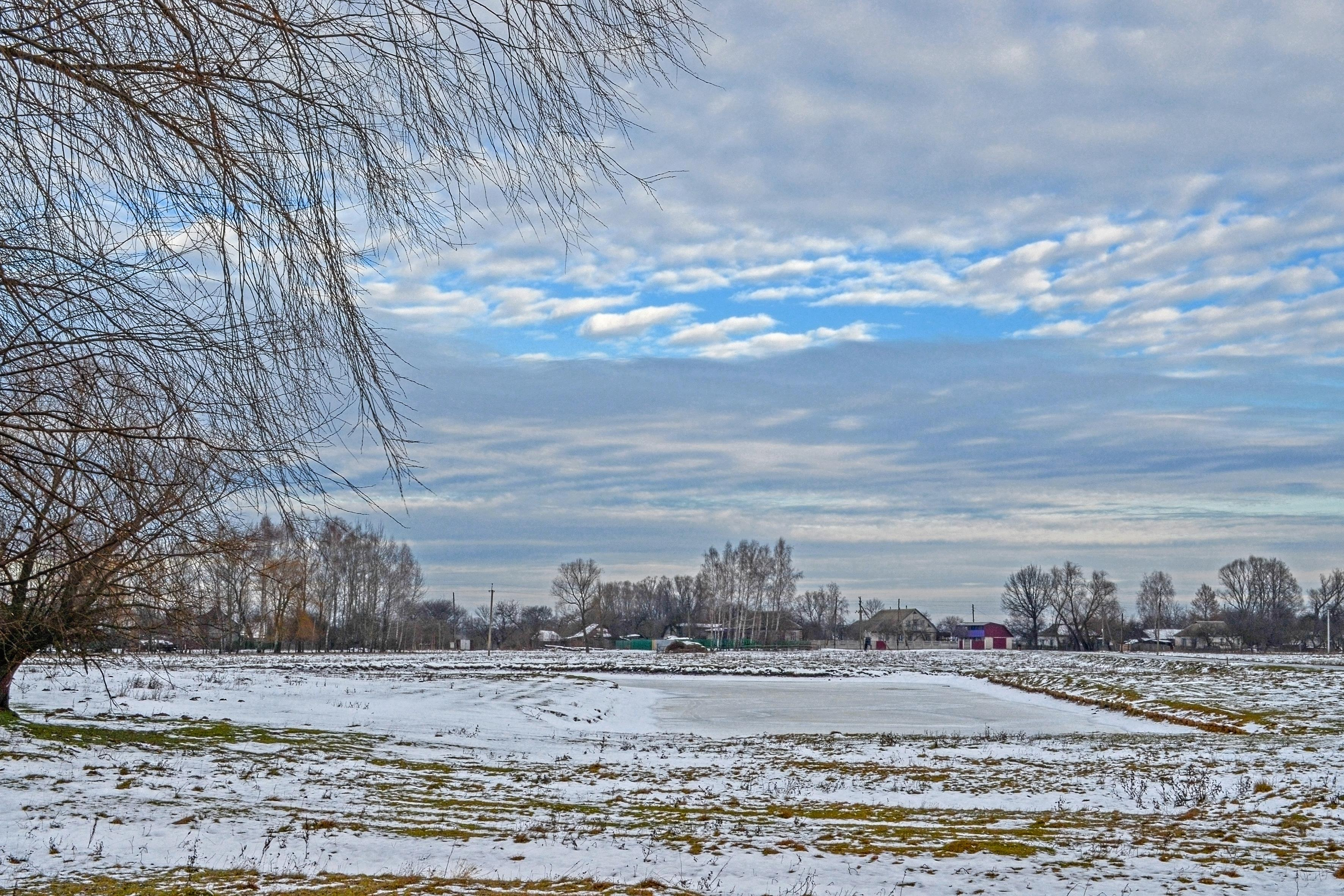

莱夫科維奇（烏克蘭語：Левковичі），是烏克蘭北部切爾尼希夫州切爾尼希夫區米哈伊洛-科秋宾斯凯市镇的村落。始建於1813年，面積1.63平方公里，海拔高度146米，2001年人口316，人口密度每平方公里193.9人。